# Богуслав Соботка
Богуслав Соботка (чеськ. Bohuslav Sobotka; нар. 23 жовтня 1971, Тельніце, округ Брно-околиця, Південноморавський край, Чехословаччина) — чеський політик, Прем'єр-міністр Чехії (17 січня 2014 — 6 грудня 2017). Міністр фінансів Чехії (2002–2006), лідер Чеської соціал-демократичної партії (2011—2017), виконувач обов'язків лідера у 2005–2006 і в 2010—2011.

## Життєпис

### Освіта
1995 року закінчив юридичний факультет Університету Масарика у Брно.

### Кар'єра
1996 року вперше обраний до Палату депутатів.
15 липня 2002 став міністром фінансів в уряді Володимира Шпідли, зберіг свою посаду в кабінетах Станіслава Гросса й Іржи Пароубека; пішов у відставку після поразки ЧСДП на виборах 2006.
Двічі — у 2003–2004 і 2005–2006 — був віцепрем'єром уряду. Після відставки Станіслава Гросса Соботка тимчасово виконував обов'язки керівника партії до партійних виборів (на них переміг Пароубек). Після невдалого виступу ЧСДП на парламентських виборах 2010 і відставки Пароубека з поста голови партії Соботка знову став виконувачем обов'язків керівника партії. У березні 2011 року обраний головою партії, очолював її до 2017 року. Також Соботка очолює[коли?] фракцію ЧСДП в Палаті депутатів.
Прем'єр-міністр Чехії з 17 січня 2014 до 6 грудня 2017.

## Південний потік
Рішуче виразився проти будівництва Південного потоку, адже його реалізація зашкодить інтересам України

## Родина
Одружений, має двох дітей.